# 東須賀駅
東須賀駅（ひがしすかえき）は、岐阜県羽島郡柳津村（現・岐阜県岐阜市柳津町）にあった、名古屋鉄道竹鼻線の駅。
現在の西笠松駅 - 柳津駅間に設置されていた。

## 歴史
- 1921年（大正10年）6月25日 - 竹鼻鉄道（美濃電気鉄道の系列会社）の駅として開業。
- 1943年（昭和18年） - 合併により名古屋鉄道の駅となる。
- 1944年（昭和19年） - 休止。
- 1969年（昭和44年）4月5日 - 廃止。

## 利用状況
『岐阜県統計書』によると、年間乗車人員、降車人員は以下の通りである。
| 年度     | 乗車人員（人） | 降車人員（人） | 出典  |
| -------- | -------------- | -------------- | ----- |
| 1922年度 | 87,116         | 87,116         | [ 3 ] |
| 1923年度 |                |                |       |
| 1924年度 |                |                |       |
| 1925年度 | 57,484         | 45,987         | [ 4 ] |
| 1926年度 | 60,205         | 48,164         | [ 5 ] |
| 1927年度 |                |                |       |
| 1928年度 |                |                |       |
| 1929年度 |                |                |       |
| 1930年度 | 35,149         | 33,458         | [ 6 ] |
| 1931年度 |                |                |       |
| 1932年度 |                |                |       |
| 1933年度 |                |                |       |
| 1934年度 | 4,079          | 7,465          | [ 7 ] |
| 1935年度 | 7,960          | 9,608          | [ 1 ] |

## 跡地
竹鼻線と旧名岐国道（現岐阜県道・愛知県道14号岐阜稲沢線）との高架箇所を柳津駅側に下りてすぐの所に存在し、岐阜県道183号正木岐阜線と竹鼻線の踏切の東側に付近である。

## 隣の駅
名古屋鉄道
竹鼻線
西笠松駅 - 東須賀駅 - 東柳津駅